# Polanowo (województwo dolnośląskie)
Polanowo – wieś w Polsce położona w województwie dolnośląskim, w powiecie górowskim, w gminie Góra.

## Podział administracyjny
W latach 1975–1998 miejscowość położona była w województwie leszczyńskim.

## Demografia
Polanowo jest najmniejszą miejscowością gminy Góra. Według Narodowego Spisu Powszechnego liczyło 34 mieszkańców (III 2011 r.).